# Ligne A du métro de Buenos Aires
Pour les articles homonymes, voir Ligne A.

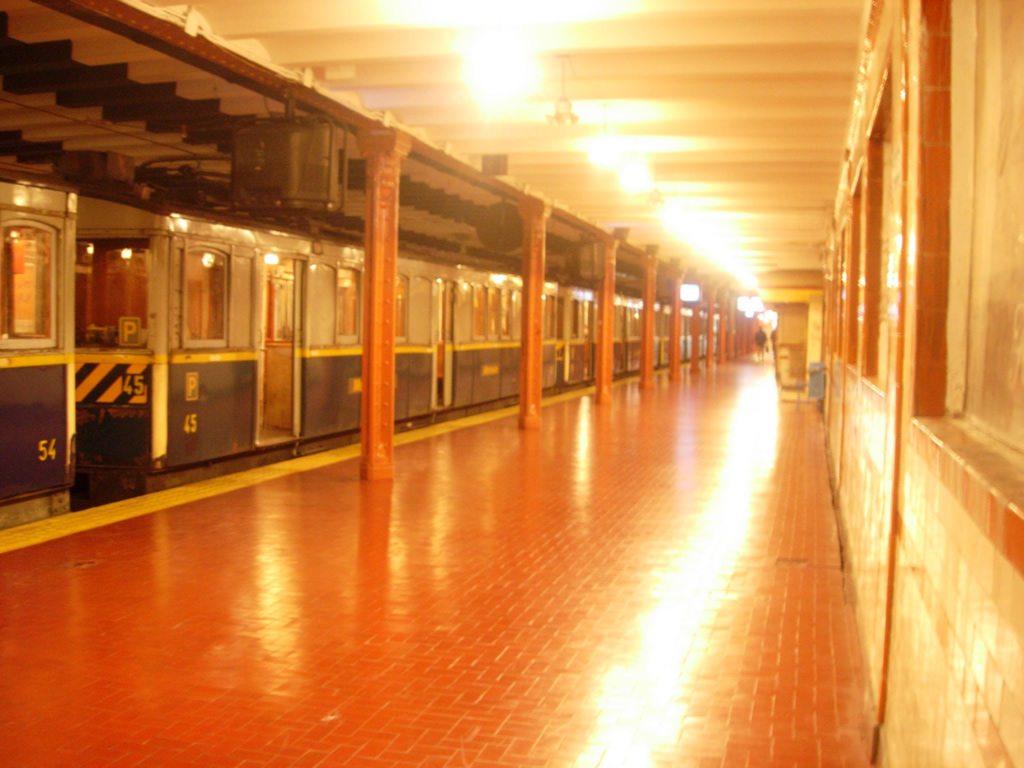
Un train classique de la ligne A à l'arrêt dans la station Perú sous l'Avenida de Mayo.

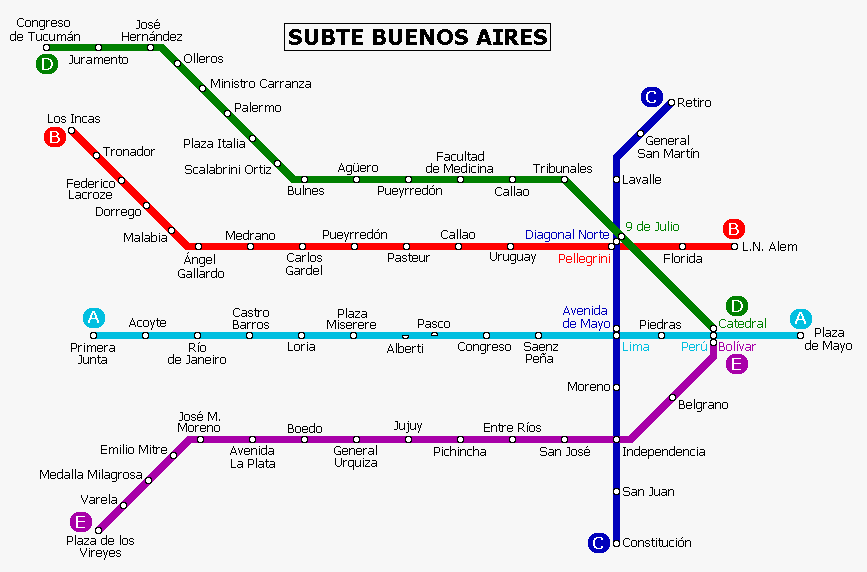
Plan du réseau opérationnel en 2006.

La ligne A du métro de Buenos Aires (ou línea A), capitale de l'Argentine, fut ouverte le 1er décembre 1913. Elle est ainsi la toute première ligne de métro d'Amérique latine, du monde hispanophone et de l'hémisphère sud. Elle s'étend sur une distance de 9,8 km entre les stations Plaza de Mayo, dans le centre, et San Pedrito, dans le quartier de Flores.
La ligne a fonctionné jusqu'au 11 janvier 2013 avec les voitures d'origine La Brugeoise, de fabrication belge, construites dans les années 1910 et rénovées en 1927. Elles ont été remplacées par 45 nouvelles voitures, fabriquées par China CNR, utilisées depuis le 6 mars 2013.

## Histoire
Dans la première décennie du XXe siècle le trafic augmenta énormément à Buenos Aires, tant à cause de l'énorme accroissement de population (en 1903 la ville avait 895 381 habitants, et en 1913 il y en avait déjà 1 457 885), que de la multiplication des automobiles qui venaient d'apparaître sur le marché. La situation devenait très difficile et il était nécessaire de créer de nouvelles formes de transport de masse.
En 1909, le 28 décembre la Municipalité de la ville de Buenos Aires donna une concession à la Compañía de Tranvías Anglo Argentina (CTAA), qui exploitait 80 % du réseau de tramways, en vue de construire un souterrain pour passagers. Le projet adopté avait décidé que le trajet serait Plaza de Mayo-Plaza Miserere.
Le 15 septembre 1911 la construction de la Línea Anglo Argentina (c'est ainsi qu'elle s'appelait au départ) commença, exécutée par la société contractante Philipp Holzmann & Cía. On eut recours pour cela à 1 500 ouvriers, 108 000 sacs de 170 kilos de ciment, et 13 000 tonnes de fer. La ligne reçut sa dénomination actuelle de Línea A, seulement en février 1939.
On inaugura cette ligne (de Plaza de Mayo à Plaza Miserere, soit neuf stations) le 1er décembre 1913. Le jour suivant le public put l'emprunter. Buenos Aires devint ainsi la treizième ville à posséder un métro, après Londres, Athènes, Istanbul, Vienne, Budapest, Glasgow, Paris, Boston, Berlin, New York, Philadelphie et Hambourg. Chaque station avait une longueur de 100 mètres et possédait des frises d'une couleur déterminée pour faciliter son identification, étant donné le haut niveau d'analphabétisme qui existait à l'époque. La ligne était desservie par 125 véhicules. La ligne était alimentée par un système caténaire aérien de 1000 V d.c. La ligne a été construite par la méthode de tranchée couverte, les tunnels sont rectangulaires.
L'itinéraire a été prolongé de trois stations jusqu'à la station Rio de Janeiro le 1er avril 1914 et le 14 juillet de cette même année de deux stations jusqu'à Caballito, renommé Primera Junta en 1923. La ligne compte alors 7 km en exploitation commerciale avec 14 stations,. 

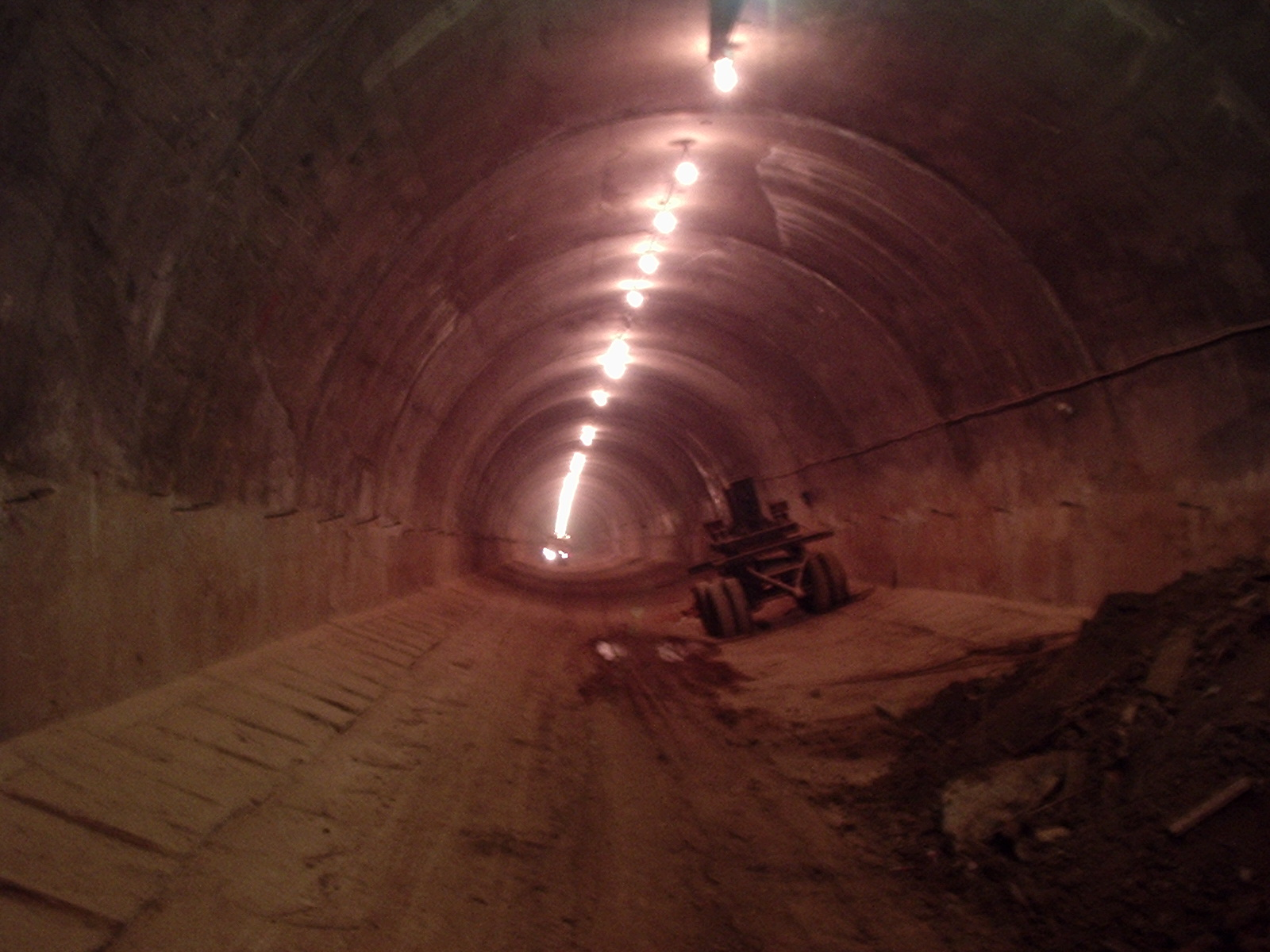
Tunnel aux environs de la future station Puán.

### Extensions récentes
La construction d'une extension vers l'ouest  (au-delà de la station Primera Junta) fut annoncée dès 2001, mais initiée en 2006. Ces travaux impliquent la construction de quatre nouvelles stations : Puán, Carabobo, Plaza Flores et Nazca. Ainsi, 2,8 km en tunnel s'ajoutent à la ligne. Cette extension devaient engendrer une augmentation de quelque 30 % de la fréquentation sur cette ligne. 
Les travaux ont causé pas mal de difficultés pour la circulation en surface, spécialement aux carrefours avec l'Avenida Rivadavia.
De plus le matériel roulant sera remplacé sur la ligne par des voitures Materfer de fabrication argentine (matériel déjà utilisé sur la Línea D).

### Chronologie de la ligne A
- 1er décembre 1913 – la ligne est inaugurée entre Plaza de Mayo et Plaza Miserere, neuf stations
- 1er avril 1914 – extension jusqu'à Río de Janeiro ; trois stations
- 1er juillet 1914 – extension jusqu'à Caballito (renommé Primera Junta en 1923) ; deux stations
- 22 décembre 2008 – extension jusqu'à Carabobo.; deux stations
- 27 septembre 2013 – extension jusqu'à San Pedrito.; deux stations.

## Les stations
- Plaza de Mayo
- Perú (correspondance avec la Ligne D  (station "Catedral") et avec la Ligne E (station "Bolívar").
- Piedras
- Lima (correspondance avec la Ligne C (station "Avenida de Mayo").
- Sáenz Peña
- Congreso
- Pasco
- Alberti
- Plaza Miserere (correspondance avec la Ligne H (station "Once").

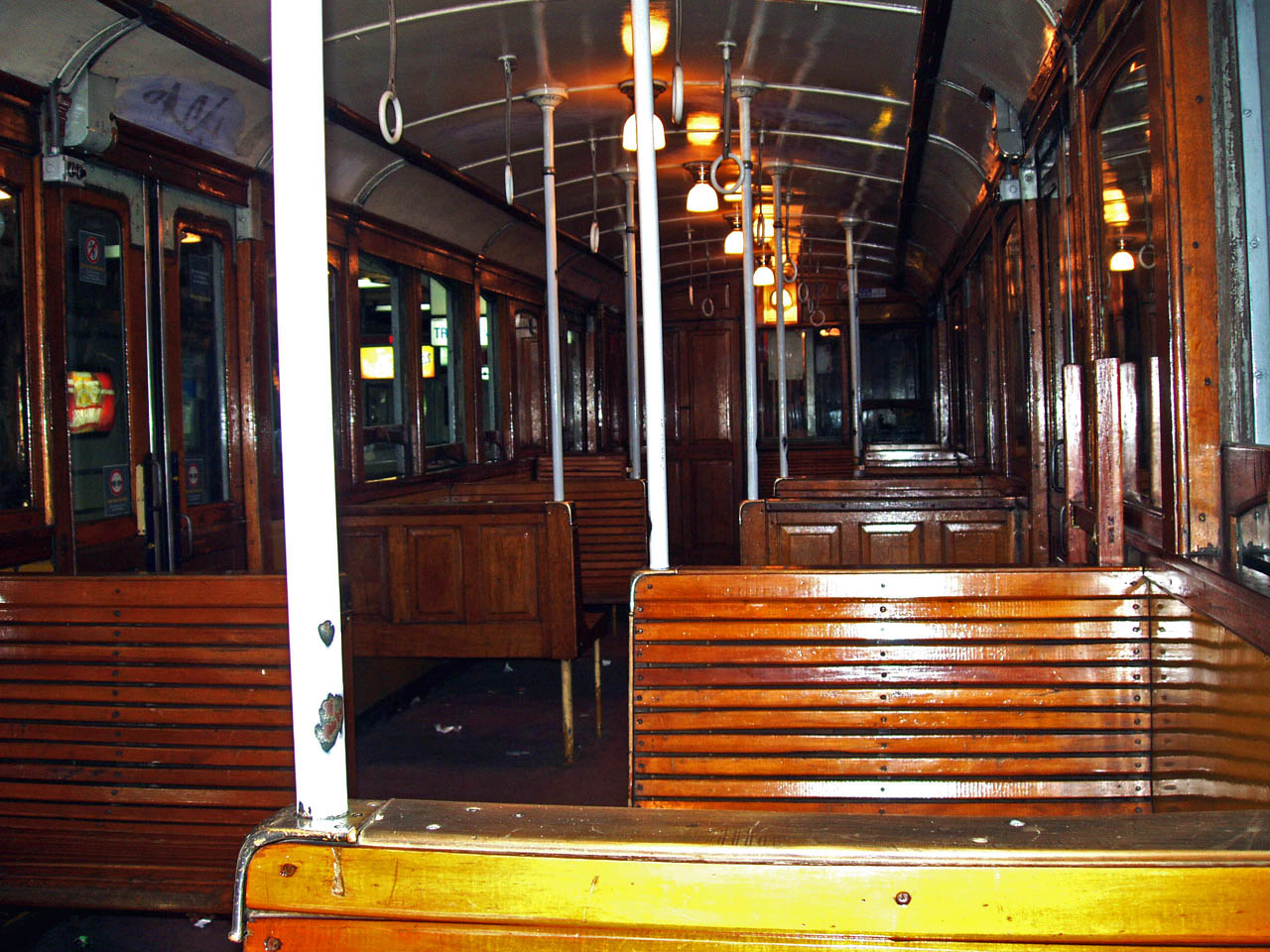
Vue d'un train sur la ligne A (2004).

- Loria
- Castro Barros
- Río de Janeiro
- Acoyte
- Primera Junta
- Puan
- Carabobo
- San Jose De Flores
- San Pedrito

## Matériel roulant
La ligne a conservé pendant un siècle les trains d'origine fabriqués à l'époque par La Brugeoise et Nivelles. Ces voitures les plus anciennes du réseau ont été retirées en 2013, La ligne A, qui fonctionnait sur une tension différente de celle du reste du réseau, a été convertie au 1500 V utilisé sur le reste du réseau lorsque les trains de la série 200 ont commencé à arriver. 

## Monuments historiques nationaux
Ont été déclarés « Monument historique national » les stations suivantes de la ligne A : Plaza de Mayo, Perú, Piedras, Lima, Sáenz Peña, Congreso, Pasco, Alberti et Plaza Miserere.